# Atlético de Bilbao 1964-1965
Questa voce raccoglie le informazioni riguardanti l'Atlético de Bilbao nelle competizioni ufficiali della stagione 1964-1965.

## Stagione
Come da politica societaria la squadra è composta interamente da giocatori nati in una delle sette province di Euskal Herria o cresciuti calcisticamente nel vivaio di società basche. In Primera División la squadra giunge settima. Nella Coppa del Generalísimo dopo aver eliminato il Recreativo Huelva al primo turno (sconfitta 1-0 e vittoria 3-0), il Las Palmas agli ottavi (2-2 e 1-2) ed il Pontevedra nei quarti (doppia vittoria 0-3 e 1-0), in semifinale l'Atlético viene eliminato dal Real Saragozza (sconfitta 5-0 e 2-2).
La squara basca inoltre viene invitata a disputare la Coppa delle Fiere 1964-1965: Al primo turno i baschi eliminano l'OFK Belgrado (2-2 casalingo e vittoria esterna 0-2), al secondo turno l'Anversa (doppia vittoria 2-0 e 0-1), negli ottavi il Dunfermline per 2-1 dopo spareggio (doppio 1-0 nei due precedenti confronti), venendo estromessi nei quarti dal Ferencváros, poi vincitore del torneo, dopo uno spareggio perso per 3-0.

## Rosa
| N. |                   | Ruolo | Calciatore            |
| -- | ----------------- | ----- | --------------------- |
|    | Spagna (bandiera) | P     | José Ángel Iribar     |
|    | Spagna (bandiera) | P     | Javier Etxebarria     |
|    | Spagna (bandiera) | D     | Iñaki Sáez            |
|    | Spagna (bandiera) | D     | Juan Ignacio Meltzer  |
|    | Spagna (bandiera) | D     | Manuel González Etura |
|    | Spagna (bandiera) | D     | Luis María Etxeberria |
|    | Spagna (bandiera) | D     | Mateo Félix Zubiaga   |
|    | Spagna (bandiera) | D     | José María Orúe       |
|    | Spagna (bandiera) | D     | Jesús Aranguren       |
|    | Spagna (bandiera) | C     | Pedro María Iturriaga |
|    | Spagna (bandiera) | C     | Salvador Etxabe       |
|    | Spagna (bandiera) | C     | Luis María Zugazaga   |

| N. |                   | Ruolo | Calciatore           |
| -- | ----------------- | ----- | -------------------- |
|    | Spagna (bandiera) | C     | Koldo Aguirre        |
|    | Spagna (bandiera) | C     | José María Argoitia  |
|    | Spagna (bandiera) | C     | Juan María Zorriketa |
|    | Spagna (bandiera) | A     | Fidel Uriarte        |
|    | Spagna (bandiera) | A     | Jesús Etxebarria     |
|    | Spagna (bandiera) | A     | Luis María Orue      |
|    | Spagna (bandiera) | A     | Nicolás Mentxaka     |
|    | Spagna (bandiera) | A     | José Luis Artetxe    |
|    | Spagna (bandiera) | A     | Nando Yosu           |
|    | Spagna (bandiera) | A     | Antón Arieta         |
|    | Spagna (bandiera) | A     | Eneko Arieta         |

## Risultati

### Coppa delle Fiere
| Bilbao 9 settembre 1964 Trentaduesimi di finale - andata                                                   | Atlético Bilbao | 2 – 2 referto                      | OFK Belgrado |  |
| \| \| \| \| \| Koldo Aguirre 52’ (rig.) Argoitia 58’ \| Marcatori \| 56’ (rig.) Skoblar 75’ Vukasinovic \| |                 |                                    |              |  |
| |                 |                                    |              |  |
| Koldo Aguirre 52’ (rig.) Argoitia 58’                                                                      | Marcatori       | 56’ (rig.) Skoblar 75’ Vukasinovic |              |  |

| Belgrado 30 settembre 1964 Trentaduesimi di finale - ritorno | OFK Belgrado | 0 – 2 referto    | Atlético Bilbao |  |
| \| \| \| \| \| \| Marcatori \| 12’, 54’ Uriarte \|           |              |                  |                 |  |
|                                                              |              |                  |                 |  |
|                                                              | Marcatori    | 12’, 54’ Uriarte |                 |  |

| Bilbao 18 novembre 1964 Sedicesimi di finale - andata   | Atlético Bilbao | 2 – 0 referto | Anversa |  |
| \| \| \| \| \| Koldo Aguirre 6’, 47’ \| Marcatori \| \| |                 |               |         |  |
|                                                         |                 |               |         |  |
| Koldo Aguirre 6’, 47’                                   | Marcatori       |               |         |  |

| Anversa 9 dicembre 1964 Sedicesimi di finale - ritorno | Anversa   | 0 – 1 referto      | Atlético Bilbao |  |
| \| \| \| \| \| \| Marcatori \| 33’ Je. Etxebarria \|   |           |                    |                 |  |
|                                                        |           |                    |                 |  |
|                                                        | Marcatori | 33’ Je. Etxebarria |                 |  |

| Bilbao 27 gennaio 1965 Ottavi di finale - andata | Atlético Bilbao | 1 – 0 referto | Dunfermline |  |
| \| \| \| \| \| Nando Yosu 87’ \| Marcatori \| \| |                 |               |             |  |
|                                                  |                 |               |             |  |
| Nando Yosu 87’                                   | Marcatori       |               |             |  |

| Dunfermline 3 marzo 1965 Ottavi di finale - ritorno | Dunfermline | 1 – 0 referto | Atlético Bilbao |  |
| \| \| \| \| \| Smith 19’ \| Marcatori \| \|         |             |               |                 |  |
|                                                     |             |               |                 |  |
| Smith 19’                                           | Marcatori   |               |                 |  |

| 16 marzo 1965 Ottavi di finale - ripetizione                                     | Atlético Bilbao | 2 – 1 referto | Dunfermline |  |
| \| \| \| \| \| Koldo Aguirre 32’ (rig.) Uriarte 85’ \| Marcatori \| 50’ Smith \| |                 |               |             |  |
|                                                                                  |                 |               |             |  |
| Koldo Aguirre 32’ (rig.) Uriarte 85’                                             | Marcatori       | 50’ Smith     |             |  |

| Budapest 7 aprile 1965 Quarti di finale - andata | Ferencváros | 1 – 0 referto | Atlético Bilbao |  |
| \| \| \| \| \| Juhász 52’ \| Marcatori \| \|     |             |               |                 |  |
|                                                  |             |               |                 |  |
| Juhász 52’                                       | Marcatori   |               |                 |  |

| Bilbao 21 aprile 1965 Quarti di finale - ritorno               | Atlético Bilbao | 2 – 1 referto | Ferencváros |  |
| \| \| \| \| \| E. Arieta 44’, 75’ \| Marcatori \| 14’ Varga \| |                 |               |             |  |
|                                                                |                 |               |             |  |
| E. Arieta 44’, 75’                                             | Marcatori       | 14’ Varga     |             |  |

| 13 maggio 1965 Quarti di finale - ripetizione                             | Ferencváros | 3 – 0 referto | Atlético Bilbao |  |
| \| \| \| \| \| Etxeberria 19’ (aut.) Fenyvesi 44’, 63’ \| Marcatori \| \| |             |               |                 |  |
|                                                                           |             |               |                 |  |
| Etxeberria 19’ (aut.) Fenyvesi 44’, 63’                                   | Marcatori   |               |                 |  |

## Statistiche

### Statistiche dei giocatori
| Giocatore       | Primera División | Primera División | Coppa del Generalissimo | Coppa del Generalissimo | Coppa delle Fiere | Coppa delle Fiere | Totale   | Totale |
| Giocatore       | Presenze         | Reti             | Presenze                | Reti                    | Presenze          | Reti              | Presenze | Reti   |
| --------------- | ---------------- | ---------------- | ----------------------- | ----------------------- | ----------------- | ----------------- | -------- | ------ |
| J. Aranguren    | 29               | 0                | 7                       | 0                       | 9                 | 0                 | 45       | 0      |
| J.M. Argoitia   | 16               | 3                | 6                       | 1                       | 5                 | 1                 | 27       | 5      |
| A. Arieta (II)  | 29               | 12               | 8                       | 3                       | 8                 | 0                 | 45       | 15     |
| E. Arieta (I)   | 5                | 7                | 3                       | 1                       | 6                 | 2                 | 14       | 10     |
| J.L. Artetxe    | 0                | 0                | 0                       | 0                       | 1                 | 0                 | 1        | 0      |
| M. Etura        | 18               | 0                | 6                       | 0                       | 5                 | 0                 | 29       | 0      |
| S. Etxabe       | 2                | 0                | 1                       | 0                       | 0                 | 0                 | 3        | 0      |
| Ja. Etxebarria  | 2                | -2               | 0                       | -0                      | 0                 | -0                | 2        | -2     |
| Je. Etxebarria  | 15               | 0                | 0                       | 0                       | 2                 | 1                 | 17       | 1      |
| L.M. Etxeberria | 28               | 1                | 7                       | 2                       | 9                 | 0                 | 44       | 3      |
| J.A. Iribar     | 28               | -39              | 8                       | -11                     | 10                | -9                | 46       | -59    |
| P.M. Iturriaga  | 9                | 0                | 0                       | 0                       | 0                 | 0                 | 9        | 0      |
| Koldo Aguirre   | 29               | 5                | 8                       | 4                       | 9                 | 4                 | 46       | 13     |
| J.I. Meltzer    | 6                | 0                | 0                       | 0                       | 2                 | 0                 | 8        | 0      |
| N. Mentxaka     | 3                | 1                | 0                       | 0                       | 0                 | 0                 | 3        | 1      |
| Nando Yosu      | 27               | 0                | 8                       | 2                       | 9                 | 1                 | 44       | 3      |
| J.M. Orué       | 26               | 0                | 7                       | 0                       | 9                 | 0                 | 42       | 0      |
| L.M. Orue       | 4                | 0                | 0                       | 0                       | 0                 | 0                 | 4        | 0      |
| I. Sáez         | 1                | 0                | 1                       | 0                       | 1                 | 0                 | 3        | 0      |
| F. Uriarte      | 25               | 4                | 7                       | 1                       | 9                 | 3                 | 41       | 8      |
| J.M. Zorriketa  | 19               | 1                | 5                       | 0                       | 4                 | 0                 | 28       | 1      |
| M.F. Zubiaga    | 4                | 1                | 0                       | 0                       | 0                 | 0                 | 4        | 1      |
| L.M. Zugazaga   | 5                | 0                | 6                       | 0                       | 3                 | 0                 | 14       | 0      |